# Alahärmä

Alahärmä är en före detta kommun, sedan 1 januari 2009 en del av Kauhava stad, i landskapet Södra Österbotten. Alahärmä hade 4 661 invånare och en yta på 351,32 km².
Alahärmäs förbindelse med Bottenviken genom Lappo å och den bördiga jorden hade sannolikt stor betydelse för de första bosättningarna i trakten. Området, som ligger 80 km nordost om Vasa, domineras av den vackra landsbygden och naturen, men också av små aktiva samhällen. Det finns mindre och större företag framför allt inom metall-, jordbruks- och pälsindustri. Arbetslösheten är mycket låg.
Det finns också ett kulturutbud genom den årliga festivalen "Härmälääset Häjyylyt", teater, konstutställningar, konserter, gokartbanor och nöjespark.
Alahärmä som är enspråkigt finskt, har genom sin närhet till landskapen Österbotten och Mellersta Österbotten många svenskspråkiga och tvåspråkiga kommuner i sin omgivning.
I Alahärmä finns nöjesparken PowerPark med världens nordligaste berg- och dalbana Thunderbird av trä.

## Historia
De tidigaste spåren efter fast bosättning är från år 1537, då Finland och Sverige var ett rike, när Henrik Magnusson från Masko, norr om Åbo, bosatte sig i området. Bosättare anlände också från områden i syd och sydöst som Satakunda, Tavastland och Savolax och från de svenskspråkiga kusttrakterna.
På 1600-talet var Alahärmä en av de största boskapshållande byarna i området.
Under slutet av 1700-talet etablerade sig i trakterna gäng, så kallade knivjunkare, som ställde till med bråk. Gängen gjorde stor skada och deras härjningar gick inte att stävja förrän mot slutet av 1800-talet. Domar mot de främsta företrädarna föll på tinget i Alahärmä 1869 men minnet av gängens härjningar lever kvar än idag.
När Alahärmä kommun grundades år 1867 var Finland ett storfurstendöme.
Från och till under årens lopp har delar av befolkningen, precis som på många andra håll, lämnat trakterna. Orsakerna har givetvis varierat. Industrialiseringen och jordbrukets effektivisering är några bidragande orsaker. Många flyttade exempelvis till Nordamerika under slutet av 1800-talet och början av 1900-talet och till Sverige under 1950-, 1960- och 1970-talen. 

## Byar
Ekola, Hakola, Hanhila, Hanhimäki, Hilli, Huhtamäki, Kirkonkylä, Kivihuhta, Kojola, Kuoppala, Köykkäri, Lahdenkylä, Ojala, Poromaa, Pelkkala, Perkiömäki, Pesola, Vakkuri, Voltti och Yliviitala.

## Politik

### Mandatfördelning i Alahärmä kommun, valen 1976–2004
| 3 |  |  | 17 |  | 4 |

| 2 |  |  | 15 |  |  | 6 |

| 2 |  | 2 | 15 |  | 6 |

| 2 |  |  | 15 | 2 | 6 |

|  | 2 | 17 |  | 6 |

|  | 2 | 16 | 2 | 6 |

|  | 16 | 2 | 8 |

|  | 16 | 10 |

| 19 | 8 |